# نییم
نییم (به مجاری:  Nyim) یک منطقهٔ مسکونی در مجارستان است که در ناحیه شیوفوک واقع شده‌است. نییم ۹٫۷۶ کیلومتر مربع مساحت و ۳۰۵ نفر جمعیت دارد.